# Bari Weiss
Bari Weiss est une journaliste américaine née en 1984 à Pittsburgh. 

## Biographie
Bari Weiss naît à Pittsburgh, en Pennsylvanie. Elle étudie à l'université Columbia, où elle participe à la fondation du magazine The Current (en) en 2005. Elle est diplômée en 2007.

## Carrière dans les médias
Elle est recrutée au New York Times en 2017 par James Bennet pour apporter de la diversité intellectuelle dans les pages opinions. Elle démissionne le 14 juillet 2020 en dénonçant le manque de tolérance à la curiosité intellectuelle au sein de la rédaction,,.
Elle a été désignée « septième personnalité juive la plus influente au monde » par le Jerusalem Post, quotidien israélien conservateur, en 2019. Sioniste revendiquée, elle est régulièrement citée dans la presse israélienne.
Elle lance en 2021 le média The Free Press, qui compte une trentaine de journalistes et est financé par Marc Andreessen et David Sacks, hommes d'affaires proches de Donald Trump, et Howard Schultz, l'ancien patron de Starbucks. Bari Weiss met volontiers l'accent sur les « vérités pas bonnes à dire », dénonce l'antisémitisme de gauche américain et multiplie les sujets accrocheurs, comme un reportage concernant les étudiants pro-palestiniens de l'université Columbia, qu’elle accuse d’être devenue un « Coachella communiste ». Dans le cadre de son engagement pro-israélien, elle a régulièrement critiqué les médias grand public pour le crédit donné aux déclarations de l’organisation terroriste palestinienne Hamas.

## Publications
- How to Fight Anti-Semitism, Crown, 2019. Traduction française : Que faire face à l'antisémitisme ?  (trad. Peggy Sastre, préf. Delphine Horvilleur), Paris, Robert Laffont, 2021, 186 p. (ISBN 978-2-221-25734-0, présentation en ligne).

## Prix et distinctions
- 2019 : National Jewish Book Award pour How to Fight Anti-Semitism (en)[7]